# 井上勝也 (化学者)
井上 勝也（いのうえ かつや、1920年10月9日 - ）は、日本の化学者、千葉大学名誉教授。
東京生まれ。1943年東京帝国大学理学部化学科卒業、工業技術院資源環境技術総合研究所、1948年燃料研究所（公害資源研究所）、1954年「石炭のレオロジー的研究」で東京大学理学博士。1959年八幡製鉄（新日本製鉄）先端技術研究所、1967年千葉大学理学部教授、84年定年退官、名誉教授、神奈川大学理学部教授、91年退職。

## 著書
- 『錆との戦い』三省堂新書 1969
- 『現代物理化学序説』培風館 1974
- 『さびの科学』三省堂選書 1979
- 『科学の風』研成社 のぎへんのほん 1989
- 『科学表現 基本と演習』培風館 1992
- 『錆をめぐる話題』裳華房 ポピュラー・サイエンス　1994
- 『新ファラデー伝 19世紀科学は何を教えているか』研成社 のぎへんのほん　1995
- 『鉄は活きた元素』研成社 のぎへんのほん 元素をめぐって 2001

### 共著編
- 『腐食と防食』岡本剛共著 大日本図書 産業化学シリーズ 1971
- 『生活の中の洗剤・活性剤』編 内海滉ほか著 研成社 1978
- 『みんなで考える洗剤の科学』編 研成社 のぎへんのほん 1987
- 『活性剤の化学 ぬらすことと洗うこと』彦田毅共著 裳華房 ポピュラーサイエンス 1991

### 翻訳
- J.A.ヘドヴァル『固体状態の化学 その基礎と展望』東京化学同人 現代化学シリーズ 1968
- N.B.ハンネイ『固体の化学』井口洋夫,相原惇一共訳 培風館 現代物理化学シリーズ 1971
- G.B.アレクサンダー『シリカと私』東京化学同人 1971
- H.F.フランゼン, B.C.ガーシュタイン『解説基礎化学熱力学』前川恒夫共訳 培風館 1972

## 論文
- Cinii

## 注
1. ↑  『現代日本人名録』